# Jean Gratien de Job
Jean Gratien de Job (1802-1875) est un ingénieur français, inspecteur général des Ponts et Chaussées.

## Carrière
Sorti diplômé de l'École polytechnique en 1820 et de l'École des ponts et chaussées en 1822, il débute au canal de Bourgogne en 1823, puis est affecté au canal du Nivernais en 1825. Il est nommé ingénieur sur le canal latéral de la Garonne en 1835 et dirige la construction du pont-canal d'Agen. Il est nommé ingénieur en chef des Ponts et Chaussées en 1838. Il est chargé des études de la ligne de l’océan à la Méditerranée en 1842. Il est chargé avec Émile Belin de la construction de la ligne de chemin de fer de Bordeaux à Sète de 1842 à 1846. Il est au service de la Compagnie du chemin de fer du Midi de 1846 à 1847. Il est affecté aux travaux maritimes de la Charente-Inférieure et du canal de Niort à La Rochelle en 1847. Il est nommé inspecteur divisionnaire des Ponts et Chaussées en 1851, puis Inspecteur général des Ponts et Chaussées en 1854. Il est au service de la Compagnie du Grand-Central en 1853 à 1857.
On lui doit le pont-canal sur la Baïse.